# 마름모구십면체
마름모구십면체(마름모九十面體)는 면이 마름모 90개인 다면체이다. 정이십면체 대칭을 가지고 있다. 60개의 마름모는 마름모십이면체와 같이 대각선의 비율이 1:루트2이고, 나머지 30개는 대각선의 비율이 약 1:2.618으로 황금비의 제곱 또는 황금비 더하기 1이다.

## 같이 보기
- 마름모십이면체
- 마름모삼십면체
- 마름모백삼십이면체